# Örsjö landskommun, Skåne
Örsjö landskommun var en tidigare kommun i dåvarande Malmöhus län.

## Administrativ historik
Kommunen bildades i Örsjö socken i Vemmenhögs härad i Skåne när 1862 års kommunalförordningar trädde i kraft.
Vid kommunreformen 1952 gick den upp i Rydsgårds landskommun.
Området ingår sedan 1971 i Skurups kommun.

## Politik

### Mandatfördelning i valen 1938-1946
| 4 | 9 | 4 |

| 17 |

| 8 | 9 |

| 16 |

| 8 | 6 | 2 | 1 |

| 15 |